# Stare Orany
Stare Orany (daw. Orany, Orany I, lit. Senoji Varėna) − wieś na Litwie, zamieszkana przez 1276 osób, w rejonie orańskim, w pobliżu zbiegu Mereczanki i Oranki, 4 km na północ od Oran, w pobliżu drogi Wilno-Warszawa.
W miejscowości urodził się litewski kompozytor i malarz Mikalojus Konstantinas Čiurlionis.

## Historia
Po raz pierwszy wieś wymieniona w źródłach historycznych w 1413 roku, miasteczko od 1486 roku, prawa miejskie od 1582 roku. W XVI wieku znajdowała się tu rezydencja królewska. Podupadły w XVII i XVIII wieku. W XIX wieku doprowadzono do miejscowości linię kolejową, w pobliżu rozwinęły się także Orany II (obecne Orany), a dotychczasowa miejscowość zyskała nazwę Orany I.
W okresie walk o kształt granic we wschodniej Europie początkowo siedziba polskiej gminy Orany. Po delimitacji granicy między Litwą Środkową i Litwą Kowieńską Orany II znalazły się w rękach tej pierwszej (później Polski), a Orany I w rękach litewskich; obu miejscowościom nadano wówczas nazwę Orany. Po II wojnie światowej obie miejscowości znalazły się w granicach Litewskiej SRR, w 1980 roku połączono je w jedno miasto, ale w 1994 roku dokonano podziału i nadano obecne nazwy: Stare Orany i Orany.

## Etymologia nazwy
Nazwa osiedla pochodzi od rzeki Oranki, która przepływa przez miasto. Legenda ludowa głosi, że nazwa wywodzi się od imienia bogini Varena, opiekunki polowania i rybaków, której siedziba znajdowała się w pobliżu rzeki.